# Huawei P40
Huawei P40 — лінія смартфонів, розроблених компанією Huawei, що входять у флагманську серію P. Лінія складається з Huawei P40, P40 4G, P40 Pro та P40 Pro+. Huawei P40, P40 Pro та P40 Pro+ були представлені 26 березня 2020 року, а P40 4G — 26 лютого 2021 року.
В Україні доступні 2 моделі: P40 та 40 Pro, продаж яких стартував 13 червня 2020 року. Разом із новими апаратами українські власники отримали можливість одноразово протягом року з моменту придбання скористатися послугами VIP обслуговування у сервісних центрах Huawei.

## Дизайн

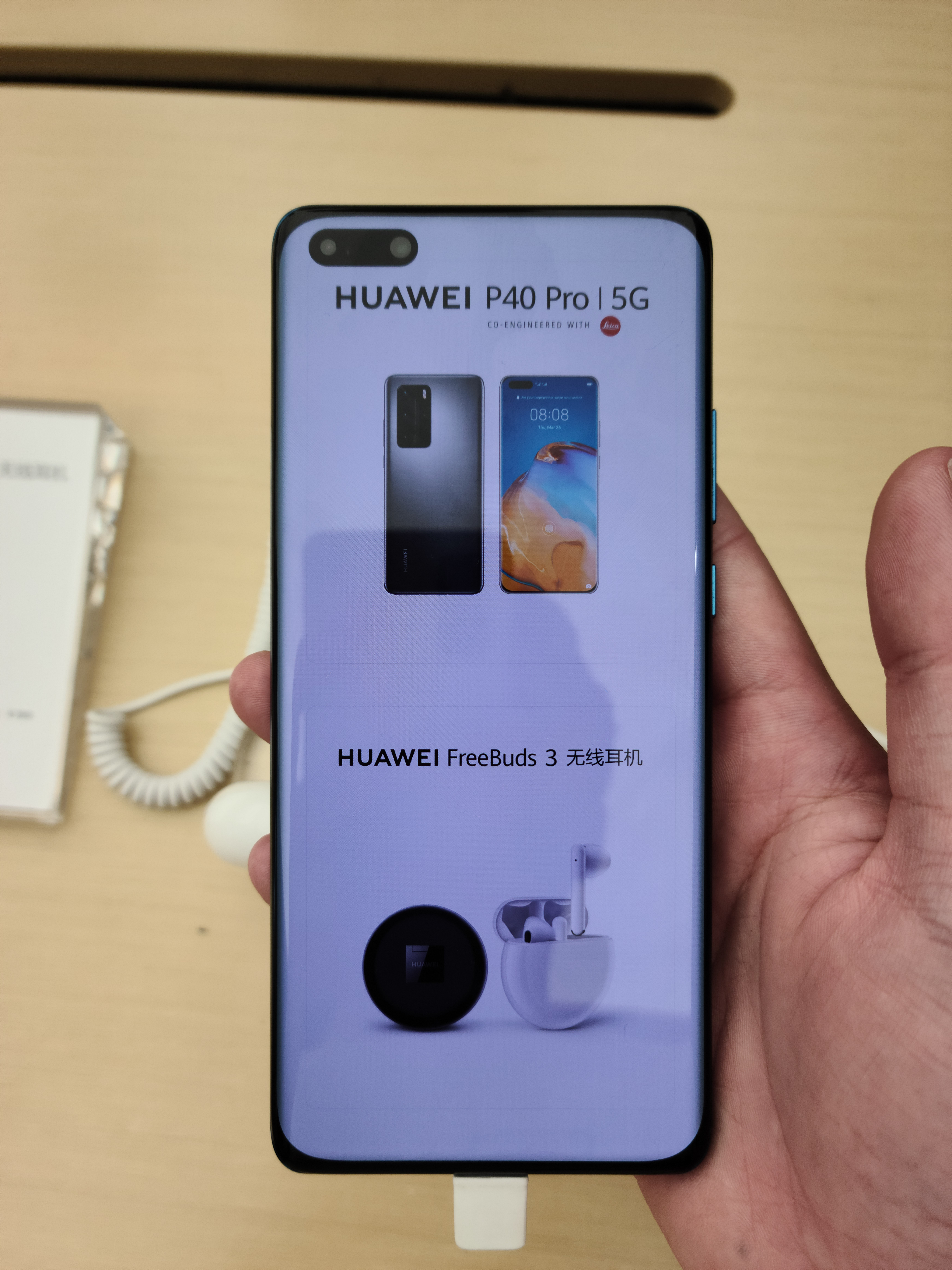
Передня частина Huawei P40 Pro

Екран смартфонів виконаний зі скла. Бокова частина виконана з алюмінію. P40 та 40 Pro отримали матову скляну панель. Задня панель P40 Pro+ виконана з кераміки.
Екран P40 повністю плаский, екран Huawei P40 Pro та P40 Pro+ під назвою Quad-curve Overflow заокруглений з усіх боків для забезпечення максимально комфортного огляду із вузькими рамками.
Знизу розташований роз'єм USB-C, динамік, мікрофон та слот під 2 SIM-картки або 1 SIM-картку і карту пам'яті формату Nano Memory до 256 ГБ. Зверху розміщений другий мікрофон. З правого боку знаходяться кнопки регулювання гучності та кнопка блокування смартфону.
Смартфони отримали захист від пилу та вологи P40 за стандартом IP53, а моделі P40 Pro та 40 Pro+ захищені за стандартом IP68 (не боїться попадання у солону воду).
Також у P40 Pro та 40 Pro+ на верхній частині смартфону знаходиться ІЧ-порт. Ці моделі мають покращену систему охолодження SuperCool.
В Україні Huawei P40 продається в 4 кольорах: білому (Ice White), сріблястому (Silver Frost), чорному (Black) та золотому (Blush Gold). P40 Pro доступний у 3 кольорах — білому (Ice White), сріблястому (Silver Frost), чорному (Black) Також в деяких країнах смартфони доступні в синьому (Deep Sea Blue) кольорі.
Huawei P40 Pro+ продається у білому (White Ceramic) та чорному (Black Ceramic) кольорах.
Huawei P40 4G продається у сріблястому (Frost Silver) та синьому (Dark Blue) кольорах.

## Технічні характеристики

### Платформа
Смартфони отримали процесор Kirin 990 з підтримкою 5G (крім P40 4G, що не отримав підтримку мережі 5G) та графічний процесор Mali-G76 MP16.

### Батарея
P40 та P40 4G мають батарею об'ємом 3800 мА·год та підтримку 22.5-ватної швидкої зарядки.
P40 Pro та 40 Pro+ отримали батарею об'ємом 4000 мА·год та підтримку 40-ватної швидкої зарядки. Також P40 Pro має підтримку швидкої бездротової зарядки на 27 Вт, а P40 Pro+ — на 40 Вт. Крім цього вони підтримують зворотну зарядку на 27 Вт.

### Камера
Huawei P40 та P40 4G отримали основну потрійну камеру Leica Ultra Vision 50 Мп, f/1.9 (ширококутний) з різноспрямованим фазовим автофокусом та оптичною стабілізацією + 8 Мп, f/2.4 (телеоб'єктив) з фазовим автофокусом, оптичною стабілізаціє, 3x оптичним, 5x гібридним та 30x цифровим зумом + 16 Мп, f/2.2 (ультраширококутний) з фазовим автофокусом. Смартфони отримали подвійну фронтальну камеру 32 Мп, f/2.0 (ширококутний) + IR 3D TOF сенсор для біометричної автентифікації за обличчям.
Huawei P40 Pro отримав основну квадрокамеру Leica Ultra Vision 50 Мп, f/1.9 (ширококутний) з різноспрямованим фазовим автофокусом та оптичною стабілізацією + 12 Мп, f/3.4 (перископічний телеоб'єктив) з фазовим автофокусом, оптичною стабілізацією, 5x оптичним, 10x гібридним та 50x цифровим зумом + 40 Мп, f/1.8 (ультраширококутний) з автофокусом + 3D TOF (сенсор глибини). Смартфон отримав подвійну фронтальну камеру 32 Мп, f/2.0 (ширококутний) з автофокусом + IR 3D TOF (сенсор глибини/для біометричної автентифікації).
Huawei P40 Pro+ отримав основну пентакамеру Leica Ultra Vision 50 Мп, f/1.9 (ширококутний) з різноспрямованим фазовим автофокусом та оптичною стабілізацією + 8 Мп, f/4.4 (перископічний телеоб'єктив) з фазовим автофокусом, оптичною стабілізацією, 10x оптичним, 20x гібридним та 100x цифровим зумом + 8 Мп, f/2.4 (телеоб'єктив) з фазовим автофокусом, оптичною стабілізацією, 3x оптичним зумом + 40 Мп, f/1.8 (ультраширококутний) з фазовим автофокусом + 3D TOF (сенсор глибини). Смартфон отримав подвійну фронтальну камеру 32 Мп, f/2.0 (ширококутний) з автофокусом + IR 3D TOF (сенсор глибини/для біометричної автентифікації).
Основна та фронтальна камера всіх моделей вміють записувати відео в роздільній здатності 4K@60fps.

### Екран
Huawei P40 та P40 4G отримали OLED-екран, 6.1", FullHD+ (2340 × 1080) зі щільністю пікселів 422 ppi, співвідношенням сторін 19.5:9, частотою оновлення екрану 60 Гц та овальним вирізом під подвійну фронтальну камеру, що знаходиться зверху в лівому кутку. Також в екран вмонтований сканер відбитку пальця.
Huawei P40 Pro та P40 Pro+ отримали OLED-екран, 6.58", 2340 × 1200 зі щільністю пікселів 441 ppi, співвідношенням сторін 19.8:9, частотою оновлення екрану 90 Гц, підтримкою технології HDR10 та овальним вирізом під подвійну фронтальну камеру, що знаходиться зверху в лівому кутку. Також в екран вмонтований сканер відбитку пальця.

### Пам'ять
Huawei P40 продавався в комплектаціях 6/128, 8/128 та 8/256 ГБ. В Україні продавалася версія лише на 8/128 ГБ.
Huawei P40 Pro продавався в комплектаціях 8/128, 8/256 та 8/512 ГБ. В Україні продавалася версія лише на 8/256 ГБ.
Huawei P40 Pro+ продавався в комплектаціях 8/256 та 8/512 ГБ.
Huawei P40 4G продавався в комплектації 8/128 ГБ.

### Програмне забезпечення
Смартфони працюють на EMUI 10.1 на базі Android 10 без сервісів Google Play. Для встановлення додатків використовується магазин додатків від Huawei AppGallery. Глобальні версії були оновлені до EMUI 12 на базі Android 11, а китайські — до HarmonyOS 2.0. 
Також в цих смартфонах Huawei представили власного голосового помічника «Celia» та помічника для швидкого передавання даних між пристроями Huawei.